# Чужеземка (фильм)
«Чужеземка» (польск: Cudzoziemka) — фильм ПНР 1986 года режиссёра Ришарда Бера по одноимённому роману Марии Кунцевич.
На Гдыньском кинофестивале 1986 года фильм получил «Специальный приз жюри» и приз «Лучшая актриса» актрисе главной роли Эве Вишневской.

## Сюжет
Конец XIX века. Роза, героиня фильма, — дочь поляка, работающего в России, родилась в Таганроге и здесь в 14 лет впервые соприкоснулась с музыкой услышав концерт итальянской скрипачки — отныне она желает посвятить себя игре на скрипке.
Вместе с тётей он уезжает в Варшаву, чтобы там обучаться в консерватории. Она знакомится с Михаилом Будским, сыном профессора музыки, который станет её первой и никогда не забытой любовью. Роза едет за ним в Петербург, здесь продолжает брать уроки игры на скрипке. Но вскоре Михаил прекращает их знакомство. Озлобленная девушка снова возвращается в Варшаву...
Её несомненный музыкальный талант растрачивается впустую — учитель не позаботился научить её правильной технике игры. Она выходит замуж по здравому смыслу, рожает детей.
До конца жизни она уже останется неприкаянной «чужеземкой» — женщиной, не способной найти своё место, живущей на грани мечтаний и реальности, её личные проблемы будут усугубляться чувством этнической чужеродности: «В Варшаве кацапка, в Москве же — варшавская барыня» — как она сама скажет о себе спустя годы.
Нелюбимая профессия, не исполненная музыкальной страсти, делают Розу вечно недовольной, терзающей себя и других. Ситуация усугубляется смертью любимого сына. А к нежеланной дочери Марси она не может и не хочет проявлять любовь. Однако, эта нелюбимая девочка оказывается очень музыкально талантливой. Мать, наконец, решает заняться её карьерой. Марта становится знаменитой певицей. Но Роза не может этому радоваться. С годами она становится все более подавленной и злой. Старость принесла ей одиночество, дети основали свои семьи, нелюбимый муж оставил её ради другой женщины.
В конце своих дней он разбирается со своим прошлым, видит себя такой, какой она была на самом деле — злобной, властной женщиной. Вспоминая в пустой комнате прошлое, Роза начинает понимать, что было самой большой ошибкой её жизни — она не могла ни смириться с судьбой, ни искать радости в том, что принесла ей жизнь. Решившись на откровенный разговор с мужем и дочерью, она умирает, примирённая с собой и близкими.

## Съёмки
Съёмки велись помимо польских городов Варшава и Лодзь также в Ленинграде (Зимний дворец, Медный всадник), Риме (Фонтан Треви, Римский Форум), Ватикане (базилика и Площадь Святого Петра).

## В ролях
В главной роли:
- Эва Вишневская — Ружа

В остальных ролях:
- Катажина Хжановская — Ружа в молодости
- Ежи Камас — Адам, муж Ружи
- Иоанна Щепковская — Марта, дочь Ружи и Адама
- Анджей Прецигс — Владысь, сын Ружи и Адама
- Мирослав Конаровский — Михал Бондский, первая любовь Ружи
- Малгожата Лёрентович-Янчар — Луиза, тётка Ружи
- Хенрик Махалица — Герхард, доктор
- Игор Смяловский — посол
- Марек Вальчевский — Януарий Бондзкий, скрипач, преподаватель Ружи
- Эугения Херман — Сабина, служанка Марты
- Йоланта Грушниц — Ядвига, жена Владыся
- Анджей Гронзевич — Павел, муж Марты
- Славомира Лозиньская — Янина, служанка Ружи
- Влодзимеж Беднарский — Адольф, отец Ружи
- Анджей Шенайх — Ауэр, профессор, преподаватель Ружи в Петербурге
- Ханна Гиза — Софи

А также (в титрах не указаны):
- Мария Клейдыш — дама на концерте у Великого князя
- Данута Водыньская — тётка Адама на венчании
- Юлиуш Любич-Лисовский — гость на венчании
- Петр Грабовский — гость на встрече с послом
- Марек Кемпиньский — гость на встрече с послом
- и другие

## Литературная основа
Фильм снят по одноимённому роману Марии Кунцевич, имеет от него отличия, но, авторские — сценарий написан самой писательницей, через 50 лет вернувшейся к своей героине.
Роман впервые был напечатан в 1935 году в варшавском журнале «Утренний Курьер», через год вышел отдельным изданием. Переведён на 14 языков. Неоднократно переиздавался.
Произведение считается одним из выдающихся литературных достижений психологизма межвоенного периода. В построении романа автор нарушила всякий хронологический порядок — он состоит из воспоминаний, отступлений, воспоминаний главной героини. Роман стал отдельным предметом размышлений и анализов Бруно Шульца в статье «Аннексия подсознания».

## Музыка в фильме
В фильме, где настоящее время переплетается с прошлым, огромную роль играет музыка — несколько раз возвращается мелодия Роберта Шумана «"Ich grolle nicht"», которая связана со счастливым для героини периодом её первой любви, и скрипичный концерт D-Dur Op.77 Иоганнеса Брамса — символ мечты и тоски героини.